# Кадри фактурні
Кадри фактурні (від лат.factura — опрацювання) — додатковий відеоматеріал з місця події, який дозволяє уникнути стрибків при майбутньому монтажі цілісного сюжету. Наприклад, художник, який пише картину.